# 鴨部市場前信号所
鴨部市場前信号所（かもべいちばまえしんごうじょ、かもべしじょうまえしんごうじょ）は、高知県高知市鴨部高町にあるとさでん交通伊野線の信号場である。対外的には「鴨部市場前行違い場所」の呼称が用いられる。

## 歴史
1954年（昭和29年）、伊野線の鴨部市場前停留場（かもべいちばまえていりゅうじょう）という停留場として開業した。伊野線の単線区間内に新設された列車交換のための停留場で、客扱いも行っていた。
その後、1972年（昭和47年）に客扱いを終了、列車交換だけを行うようになった。なお、届出上は現在も「鴨部市場前停留場」のままである。

### 年表
- 1954年（昭和29年）2月8日：土佐電気鉄道の鴨部市場前停留場として開業[1][4]。
- 1972年（昭和47年）10月6日：客扱いを停止し、信号場となる。
- 2014年（平成26年）10月1日：土佐電気鉄道が高知県交通・土佐電ドリームサービスと経営統合し、とさでん交通が発足[5]。

## 信号場構造
伊野線の併用軌道区間にあり、道路上に設備が設けられる。単線の鏡川橋 - 伊野間にあって場内は複線で、列車交換が可能。伊野方面行きの下り線は直線で、はりまや橋方面行きの上り線が北へ張り出すように分岐する。列車は交換の有無に関わらず左側線を走行する。
旅客を扱っていた時もホームは設置されていなかった。付近には「停留所ではありません」と記された注意書きが掲出されている。

## 信号場周辺
隣の鴨部停留場はすぐ近くにある。高知県道274号梅ノ辻朝倉線上を通り、道幅は非常に狭い。
- 高知県道274号梅ノ辻朝倉線
- 高知銀行朝倉支店

## 隣の施設
とさでん交通
伊野線
鴨部停留場 - 鴨部市場前信号所 - 曙町東町停留場